# Grand Prix d'Oradour-sur-Vayres
Le Grand Prix d'Oradour-sur-Vayres est une course cycliste française qui se déroule au mois de juillet à Oradour-sur-Vayres, dans le département de la Haute-Vienne. Elle est organisée par le CRC Limoges 87 . 
Cette épreuve disputée depuis les années 1930 a auparavant été ouverte aux cyclistes professionnels. Elle se déroule sur un circuit urbain de 4,9 kilomètres emprunté à vingt reprises, pour une distance totale de 98 kilomètres,.

## Palmarès
| Année     | Vainqueur                          | Deuxième                           | Troisième                          |
| --------- | ---------------------------------- | ---------------------------------- | ---------------------------------- |
| 1932      | Isidore Jamay                      | Fernand Mazeaud                    | Marcel Deglane                     |
| 1933      | Camille Louvel                     | Isidore Jamay                      | Fernand Mazeaud                    |
| 1934      | André Dumont                       | François Chaput                    | Fernand Mazeaud                    |
| 1935      | Paul Chabaud                       | Moisnard                           | Henri Joubert                      |
| 1936      | François Chaput                    |                                    |                                    |
| 1937      | Sallat                             | François Chaput                    | Paul Chabaud                       |
| 1938      | Szices                             |                                    |                                    |
| 1939      | André Dumont                       | Robin                              | Hans Wrzeciono                     |
| 1940      | Pas organisé ou résultats inconnus | Pas organisé ou résultats inconnus | Pas organisé ou résultats inconnus |
| 1941      | André Roussy                       | Fernand Moulinier                  | André Vareille                     |
| 1942-1944 | Pas organisé ou résultats inconnus | Pas organisé ou résultats inconnus | Pas organisé ou résultats inconnus |
| 1945      | Philippe Martineau                 | Roger Roux                         | Hilaire Beloin                     |
| 1946      | Hugues Gillet                      | Robert Hamedi                      | Louis Aubrun                       |
| 1947      | Maurice Pradel                     | Roger Roux                         | Guy Allory                         |
| 1948      | Pierre Rigout                      | André Commerie                     | Guy Allory                         |
| 1949      | Louis Aubrun                       | Robert Bonnaventure                | Louis Dussoulier                   |
| 1950      | Marcel Guitard                     | André Bernard                      | Georges Tombelaine                 |
| 1951      | Michel Brun                        | André Bernard                      | Robert Rippe                       |
| 1952      | Joseph Amigo                       | René Dufour                        | René Chabaud                       |
| 1953      | Jacques Vivier                     | Jacques Pras                       | Jean Hirat                         |
| 1954      | Eugène Fourgeaud                   | Maurice Réjasse                    | André Bernard                      |
| 1955      | René Montagut                      | Jacques Pras                       | André Trochut                      |
| 1956      | Marcel Fernandez                   | Jacques Pras                       | Carlo Conficoni                    |
| 1957      | Marcel Guitard                     | Raymond Hébras                     | Jacques Suire                      |
| 1958      | Robert Pallu                       | Eugène Fourgeaud                   | Nicolas Barone                     |
| 1959      | Orphée Meneghini                   | André Dupré                        | Raymond Poulidor                   |
| 1960      | Daniel Gauthier                    | Albert Peter                       | Jacques Gestraud                   |
| 1961      | Gilbert Salvador                   | Fernand Delort                     | Claude Mazeaud                     |
| 1962      | Claude Mazeaud                     | Daniel Beaumont                    | Claude Castel                      |
| 1963      | Claude Mazeaud                     | Henri Sedran                       | Daniel Beaumont                    |
| 1964      | Jacques Pradeau                    | André Duclaud                      | Paul Besse                         |
| 1965      | Paul Besse                         | Yves Barillet                      | Daniel Samy                        |
| 1966      | Daniel Gauthier                    | Albert Peter                       | Jean-Marie Leblanc                 |
| 1967      | Jacques Gestraud                   | Daniel Barjolin                    | Bernard Labourdette                |
| 1968      | Raymond Breuil                     | Roger Démartin                     | Jean-Paul Sauvignat                |
| 1969      | Raymond Breuil                     | Francis Duteil                     | Norbert Montlaron                  |
| 1970      | Claude Hue                         | Lucien Sauthier                    | Francis Dubreuil                   |
| 1971      | Daniel Barjolin                    | Jean-Pierre Guitard                | Alain Barrault                     |
| 1972      | Raymond Breuil                     | Alain Buffière                     | Francis Dubreuil                   |
| 1973      | Christian Bordier                  | Francis Duteil                     | Bernard Viroulaud                  |
| 1974      | Daniel Barjolin                    | Michel Pitard                      | Joseph Kerner                      |
| 1975      | Jean-Claude Courteix               | Daniel Savary                      | Daniel Barjolin                    |
| 1976      | Alain De Carvalho                  | Christian Poirier                  | Michel Pitard                      |
| 1977      | Jean Pinault                       | Francis Duteil                     | Yves Nicolas                       |
| 1978      | Frédéric Brun                      | Jean-Claude Courteix               | Daniel Ceulemans                   |
| 1979      | Michel Duprat                      | Claude Paillot                     | Francis Bourdin                    |
| 1980      | Alain Ducau                        | Charles Turlet                     | Patrick Gagnier                    |
| 1981      | Christian Poirier                  | Maurice Loustalot                  | Éric Dudoit                        |
| 1982      | Charles Turlet                     | Jacky Bobin                        | Christian Poirier                  |
| 1983      | Gilbert Lagarde                    | Pascal Crouzille                   | Jean-Luc Gilbert                   |
| 1984      | Alain De Carvalho                  | Michel Dupuytren                   | Alain Cessat                       |
| 1985      | Michel Larpe                       | Michel Dupuytren                   | Michel Besse                       |
| 1986      | Michel Larpe                       | Jean-Pierre Paranteau              | Christian Roman                    |
| 1987      | Pascal Peyramaure                  | Alain Cessat                       | Jean-Pierre Roumilhac              |
| 1988      | Thierry Dupuy                      | Jean-Louis Auditeau                | Philippe Lepeurien                 |
| 1989      | Thierry Avinio                     | Bruno Maréchal                     | Didier Rous                        |
| 1990      | Sławomir Krawczyk                  | Vincent Guillout                   | Matt Bazzano                       |
| 1991      | Sławomir Krawczyk                  | Marek Świniarski                   | Thierry Dupuy                      |
| 1992      | Pierrick Gillereau                 | Laurent Roux                       | Miika Hietanen                     |
| 1993      | Christophe Allin                   | Philippe Mondory                   | Laurent Lévêque                    |
| 1994      | Christophe Eyrolles                | Hervé Henriet                      | Franck Faugeroux                   |
| 1995      | Patrice Cossard                    | Pascal Peyramaure                  | Laurent Lévêque                    |
| 1996      | Patrice Peyencet                   | David Fouchet                      | Anthony Supiot                     |
| 1997      | Patrice Peyencet                   | Pierrick Gillereau                 | Pascal Peyramaure                  |
| 1998      | Frédéric Berland                   | Yves Beau                          | Vincent Sauzeau                    |
| 1999      | Alain Cessat                       | Éric Fouix                         | Jérôme Bouchet                     |
| 2000      | Jean Mespoulède                    | Jeremy Yates                       | Ryan Russell                       |
| 2001      | Carl Naibo                         | Paul Brousse                       | David Clarke                       |
| 2002      | Yvan Becaas                        | Julien Belgy                       | Carl Naibo                         |
| 2003      | David Milon                        | Sébastien Rainaud                  | Jean-Marie Ballereau               |
| 2004      | Jean Mespoulède                    | Mickaël Delage                     | David Milon                        |
| 2005      | Fabien Chareix                     | Jean-Marie Ballereau               | Julien Boyer                       |
| 2006      | Bastien Leraud                     | Jean-Marie Ballereau               | Sébastien Rainaud                  |
| 2007      | Jean-Marie Ballereau               | Julien Lamy                        | Jean-Luc Masdupuy                  |
| 2008      | Loïc Herbreteau                    | Christophe Lebrun                  | Vincent Couffignal                 |
| 2009      | Carl Naibo                         | Jean Mespoulède                    | Willy Perrocheau                   |
| 2010      | Carl Naibo                         | David Périllaud                    | Jean Mespoulède                    |
| 2011      | Théo Vimpère                       | Jean Mespoulède                    | Willy Perrocheau                   |
| 2012      | Mickaël Larpe                      | Théo Vimpère                       | Laurent Lévêque                    |
| 2013,     | Julien Mazet                       | Killian Larpe                      | Mickaël Larpe                      |
| 2014      | Mickaël Larpe                      | Jean Mespoulède                    | Alexandre Caudoux                  |
| 2015,     | Mickaël Larpe                      | Marc Staelen                       | Stéphane Reimherr                  |
| 2016,     | Mickaël Larpe                      | Pierre Bonnet                      | Loïc Herbreteau                    |
| 2017,     | Yohan Soubes                       | Willy Perrocheau                   | Martial Roman                      |
| 2018,     | Kévin Besson                       | Thomas Chassagne                   | Florian Villette                   |
| 2019      | Mickaël Guichard                   | Maxime Urruty                      | Rudy Fiefvez                       |
| 2020,     | Alexandre Jamet                    | Corentin Navarro                   | Maxime Jarnet                      |
| 2021      | Guillaume Gerbaud                  | Damien Girard                      | Gabriel Peyencet                   |
| 2022      | Noah Knecht                        | Killian Larpe                      | Antonin Boissière                  |
| 2023      | Axel Chatelus                      | Adam Mitchell                      | Antoine Roussel                    |
| 2024      | Yoann Paillot                      | Cédric Stempel                     | Guillaume Gerbaud                  |
| 2025      | Maël Peyencet                      | Jonathan Hinse                     | Gabriel Peyencet                   |